# Hylobates moloch
O gibão-prateado (Hylobates moloch) é uma das sete espécies de Hylobates. É endêmico de Java e sobrevive numa das áreas mais densamente povoadas pelo homem.
Alguns peritos reconhecem duas subespécies de Hylobates moloch:
- Gibão-prateado-do-ocidente (Hylobates moloch moloch)
- Gibão-prateado-do-oriente ou gibão-prateado-do-centro-de-java (Hylobates moloch pongoalsoni)

Estas subespécies não são reconhecidas pela Lista Vermelha da IUCN.